# 血型小將ABO
《血型小將ABO》（韓語：혈액형에 관한 간단한 고찰）是一部韓國的四格漫畫系列，由Real Crazy Man（本名：朴東宣）創作。由其改編的電視動畫於2013年4月開始在日本播放。單行本於2010年發行第一冊，至2017年為止共出版了10冊。

## 概要
該作是韓國美術教師朴東宣在自己的博客上連載的網路漫畫，用生動的故事詮釋了血型性格學說。隨後這部漫畫在網路上被翻譯爲各種語言，在中國大陸和臺灣更是受到廣泛歡迎。臺灣、大陸、日本於2010年相繼推出了漫畫單行本，2013年日本決定動畫化。

## 登場人物
全員都是二頭身的小人，各自面戴ABO血型的圓形面具。另外，動畫啓用的聲優都與所配音的角色血型相同。女性角色自第二期開始加入。
A型君（聲：福山潤）
第一期有A血型的男性角色。
B型君（聲：中村悠一）
第一期有B血型的男性角色。
O型君（聲：石田彰）
第一期有O血型的男性角色。
AB型君（聲：柿原徹也）
第一期有AB血型的男性角色。
記敘文（聲：鳴海杏子）
血型君，A型。
A型醬（聲：悠木碧）
第二期有A血型的女性角色。
B型醬（聲：堀江由衣）
第二期有B血型的女性角色。
O型醬（聲：小林優）
第二期有O血型的女性角色。
AB型醬（聲：中原麻衣）
第二期有AB血型的女性角色。
O型女子（聲：鳴海杏子）
第1期登場。
狼（聲：櫻井徹）
第一期登場的動物角色。
护士（聲：鳴海杏子）
第二期登場的職業角色。
A型長老（聲：藤原啓治）
第3期第10話登場。
女型（聲：（中島由貴））
第3期第11話登場。

## 出版書籍

### 單行本
| 卷數 | 日文標題 | 日本           | 日本                   | 臺灣           | 臺灣                   | 中国大陆     | 中国大陆               |
| 卷數 | 日文標題 | 發售日期       | ISBN                   | 發售日期       | ISBN                   | 發售日期     | ISBN                   |
| ---- | -------- | -------------- | ---------------------- | -------------- | ---------------------- | ------------ | ---------------------- |
| 1    |          | 2010年11月29日 | ISBN 978-4-8030-0219-5 | 2010年4月26日  | ISBN 978-957-13-5192-6 | 2010年5月1日 | ISBN 978-7-1131-1244-8 |
| 2    |          | 2012年7月31日  | ISBN 978-4-8030-0361-1 | 2011年9月30日  | ISBN 978-957-13-5439-2 | 2011年4月1日 | ISBN 978-7-5390-4320-3 |
| 3    |          | 2013年1月31日  | ISBN 978-4-04-726775-6 | 2011年12月30日 | ISBN 978-957-13-5479-8 | 2013年6月7日 | ISBN 978-7-5502-1512-2 |
| 4    |          | 2014年3月20日  | ISBN 978-4-8030-0547-9 | 2013年6月21日  | ISBN 978-957-13-5770-6 |              |                        |
| 5    |          |                |                        | 2013年8月9日   | ISBN 978-957-13-5798-0 |              |                        |
| 6    |          |                |                        | 2014年1月17日  | ISBN 978-957-13-5885-7 |              |                        |
| 7    |          |                |                        | 2014年7月14日  | ISBN 978-957-13-6007-2 |              |                        |
| 8    |          |                |                        | 2016年12月16日 | ISBN 978-957-13-6840-5 |              |                        |
| 9    |          |                |                        | 2017年3月24日  | ISBN 978-957-13-6937-2 |              |                        |
| 10   |          |                |                        | 2017年7月7日   | ISBN 978-957-13-7053-8 |              |                        |

## 電視動畫
2013年4月7日至6月7日在TOKYO MX等電視台播放約2分鐘的短動畫，由鳴海杏子擔任旁白。在片首和片尾都會指出「本動畫並不主張血型決定人的性格」。

### 製作人員
※片尾的人員名單中，每個人的血型也被標註出來。
- 原作：「血型小將ABO」（EARTH STAR Entertainment刊）
- 作者：Real Crazy Man
- 監督：大山佳久
- 系列構成、脚本：山下憲一
- 人設、作画：平峯義大
- 色彩設計：岩井田洋
- 攝影：大山佳久
- 剪接：平木大輔
- 音響監督：山本浩司
- 音響製作：DAX International Inc.
- 動畫制作：Assez Finaund Fabric.、feel.
- 製作：EARTH STAR Entertainment

### 主題曲
第1期
主題曲「A・B・O・AB」
塡詞：新宿五郎，作曲、編曲：坂口博樹，主唱：NSD4
第2期
主題曲
塡詞・作曲・編曲：大石昌良
主唱：Earth Star Dream（中島由貴、斎藤愛永、谷尻まりあ、村北沙織）
片尾曲
塡詞：磯谷佳江，作曲：小野貴光，編曲：玉木千尋
主唱：Earth Star Dream（高尾奏音、小出ひかる、愛原ありさ、新井田いづみ、曽我部英理）
第3期
「HEARTBEAT JAM♪」
作詞 - 稲葉エミ / 作曲 - 田代智一 / 編曲 - 中山真斗
歌 - A型酱（悠木碧）、B型酱（堀江由衣）、O型酱（小林優）、AB型酱（中原麻衣）
第4期

作詞・作曲・編曲 - 園田智也 / 歌 - 鳴海杏子

### 各話列表

#### 第1期
| 話数   | 日文標題 | 中文標題                    | 主題                                                  | 劇本     | 原畫              |
| ------ | -------- | --------------------------- | ----------------------------------------------------- | -------- | ----------------- |
| 第1話  |          | 血型君的戀愛模樣            | 血型問答！ 戀愛的時候，最不願意展現內心的血型君是？   | 山下憲一 | 平峯義大          |
| 第2話  |          | 血型君的特徵                | 血型問答！ 最不會看人臉色、說話最不分場合的血型君是？ | 山下憲一 | 平峯義大          |
| 第3話  |          | 下單多的血型君              | 血型占卜！ 本週減肥運最好的血型君是？                 | 山下憲一 | 平峯義大          |
| 第4話  |          | 血型君的合宿                | 血型問答！ 團隊合作最好的血型君是？                   | 山下憲一 | 平峯義大          |
| 第5話  |          | 血型君與戀人                | 血型占卜！ 本週戀愛運第1名是？                        | 山下憲一 | 平峯義大          |
| 第6話  |          | 血型君的購物                | 血型問答！ 最會花錢的血型君是？                       | 山下憲一 | 平峯義大 金井裕子 |
| 第7話  |          | 血型君的夏天                | 血型問答！ 最會忍耐的血型君是？                       | 山下憲一 | 平峯義大          |
| 第8話  |          | 血型君的小學生活            | 血型問答！ 最不能遵守約定的血型君是？                 | 山下憲一 | 平峯義大 金井裕子 |
| 第9話  |          | 血型君的工作                | 血型問答！ 最熱愛工作的血型君是？                     | 山下憲一 | 平峯義大          |
| 第10話 |          | 血型君的聯誼                | 血型占卜！ 本週聯誼成功率第1名的血型君是？            | 山下憲一 | 平峯義大          |
| 第11話 |          | 四匹血型君                  | 血型問答！ 能蓋出最氣派的家的血型君是？               | 山下憲一 | 平峯義大          |
| 第12話 |          | 血型君的捐血                | 血型問答！ 捐血供給量最多的血型君是？                 | 山下憲一 | 平峯義大          |
| 第13話 |          | 血型君！featuring 百合&茄乃 | 不適用                                                | 不適用   | 不適用            |

#### 第2期
| 話數   | 日文標題                         | 中文標題             | 劇本     | 分鏡              |
| ------ | -------------------------------- | -------------------- | -------- | ----------------- |
| 第1話  | 血液型くんのチャームポイント     | 血型君的魅力點       | 山下憲一 | 大山佳久 平峯義大 |
| 第1話  | 血液型くんの恋愛模様（再放送）   | 血型君的戀愛模樣     | 山下憲一 | -                 |
| 第2話  | 血液型くんへのプレゼント         | 給血型君的禮物       | 山下憲一 | 大山佳久 平峯義大 |
| 第2話  | 血液型くんの特徴（再放送）       | 血型君的特徵         | 山下憲一 | -                 |
| 第3話  | 血液型ちゃんのキャンパスライフ   | 血型醬的校園生活     | 山下憲一 | 大山佳久 平峯義大 |
| 第3話  | 注文の多い血液型くん（再放送）   | 下單多的血型君       | 山下憲一 | -                 |
| 第4話  | 血液型くんと明日の彼女           | 血型君和未來女友     | 山下憲一 | 大山佳久 平峯義大 |
| 第4話  | 血液型くんの合宿（再放送）       | 血型君的合宿         | 山下憲一 | -                 |
| 第5話  | 血液型くんの大事なファイル       | 血型君的重要文件     | 山下憲一 | 大山佳久 平峯義大 |
| 第5話  | 血液型くんと恋人（再放送）       | 血型君與戀人         | 山下憲一 | -                 |
| 第6話  | 血液型くんの宇宙探検             | 血型君的宇宙探險     | 大山佳久 | 大山佳久 平峯義大 |
| 第6話  | 血液型くんの買い物（再放送）     | 血型君的購物         | 山下憲一 | -                 |
| 第7話  | 血液型家族のお引っ越し           | 血型家庭的搬家       | 山下憲一 | 大山佳久 平峯義大 |
| 第7話  | 血液型くんの夏（再放送）         | 血型君的夏天         | 山下憲一 | -                 |
| 第8話  | 血液型ちゃんと大好きな先生       | 血型醬和最喜歡的老師 | 山下憲一 | 大山佳久 平峯義大 |
| 第8話  | 血液型くんの小学校生活（再放送） | 血型君的小學生活     | 山下憲一 | -                 |
| 第9話  | 血液型くんは竹馬の友             | 血型君的青梅竹馬     | 大山佳久 | 大山佳久 平峯義大 |
| 第9話  | 血液型くんのお仕事（再放送）     | 血型君的工作         | 山下憲一 | -                 |
| 第10話 | 血液型くんのシャワータイム       | 血型君的淋浴時間     | 山下憲一 | 大山佳久 平峯義大 |
| 第10話 | 血液型くんの合コン（再放送）     | 血型君的聯誼         | 山下憲一 | -                 |
| 第11話 | 血液型ちゃんの住む女子寮         | 血型醬居住的女生宿舍 | 内山絵理 | 大山佳久 平峯義大 |
| 第11話 | 四匹の血液型くん（再放送）       | 四匹血型君           | 山下憲一 | -                 |
| 第12話 | 午後三時の約束                   | 下午三點的約定       | -        | 金泉瞬 大山佳久   |
| 第12話 | 血液型くんの無人島生活           | 血型君無人島生活     | 山下憲一 | 大山佳久 平峯義大 |

#### 第3期
| 話數   | 日文標題 | 中文標題             | 劇本       | 分鏡、演出 | 原畫       |
| ------ | -------- | -------------------- | ---------- | ---------- | ---------- |
| 第1話  |          | 血型君對女朋友的要求 | 山下憲一   | 長屋誠志郎 | 袖山麻美   |
| 第2話  |          | 血型醬的出國旅遊     | 山下憲一   | 篠原正寛   | 袖山麻美   |
| 第3話  |          | A型血的一家          | 山下憲一   | 長屋誠志郎 | 長屋誠志郎 |
| 第4話  |          | 血型君VS             | 金泉瞬     | 篠原正寛   | 袖山麻美   |
| 第5話  |          | 血型君聯誼           | 長屋誠志郎 | 長屋誠志郎 | 長屋誠志郎 |
| 第6話  |          | 怎麼說動A型血岳父    | 山下憲一   | 篠原正寛   | 袖山麻美   |
| 第7話  |          | 血型君和小黃書       | 山下憲一   | 長屋誠志郎 |            |
| 第8話  |          | 漆黑中的血型君       | 金泉瞬     | 篠原正寛   | 袖山麻美   |
| 第9話  |          | 螞蟻和蟋蟀           | 大山佳久   | 長屋誠志郎 | 小園菜穂   |
| 第10話 |          | 血型醬的大掃除       | 大山佳久   | 篠原正寛   | 袖山麻美   |
| 第11話 |          | 血型命苦啊           | 長屋誠志郎 | 長屋誠志郎 | 長屋誠志郎 |
| 第12話 |          | 血型君過聖誕         | 山下憲一   | 篠原正寛   | 袖山麻美   |

#### 第4期
| 話數   | 日文標題 | 中文標題                 | 劇本     | 分鏡、演出 |
| ------ | -------- | ------------------------ | -------- | ---------- |
| 第1話  |          | 血型君的新年参拜         | 山下憲一 | 新田靖成   |
| 第2話  |          | 你是什麼血型？           | 金衫弘子 | 新田靖成   |
| 第3話  |          | B型家族故事              | 山下憲一 | 新田靖成   |
| 第4話  |          | 血型君之西遊記           | 山下憲一 | 新田靖成   |
| 第5話  |          | 血型醬的情人節           | 金衫弘子 | 新田靖成   |
| 第6話  |          | 血型君，你帶藥了嗎？     | 山下憲一 | 新田靖成   |
| 第7話  |          | 血型君和女友的包         | 山下憲一 | 新田靖成   |
| 第8話  |          | 血型醬和電影鑑賞         | 山下憲一 | 新田靖成   |
| 第9話  |          | 血型君的住院生活         | 大山佳久 | 新田靖成   |
| 第10話 |          | 血型醬的白色情人節後日談 | 金山弘子 | 新田靖成   |
| 第11話 |          | 根據血型分組             | 金山弘子 | 新田靖成   |
| 第12話 |          | 血型君的列車旅行         | 山下憲一 | 新田靖成   |

### 播放電視台
日本深夜動畫：下文記載的日本国内播放時間使用日本標準時間（UTC+9）表示。因為部分時間标识會採用30小时制，因此請留意这类超过24:00的时间，其實際播放時間為翌日清晨。
| 播放地區 | 播放電視台   | 播放日期               | 播放時間                   | 所屬聯播網 | 備註            |
| -------- | ------------ | ---------------------- | -------------------------- | ---------- | --------------- |
| 東京都   | TOKYO MX     | 2013年4月7日 - 6月30日 | 星期日 22時27分 - 22時30分 | 独立UHF局  | 第12話為SD播出  |
| 日本全域 | NICONICO頻道 | 2013年4月8日 -         | 星期一 10時00分 更新       | 網路電視   | 最新話1週內免費 |
| 日本全域 | AT-X         | 2013年4月10日 -        | 星期三 23時55分 - 24時00分 | 衛星電視   | 有重播          |

| 日本 TOKYO MX 星期日 22時27分 - 22時30分 | 日本 TOKYO MX 星期日 22時27分 - 22時30分 | 日本 TOKYO MX 星期日 22時27分 - 22時30分 |
| ---------------------------------------- | ---------------------------------------- | ---------------------------------------- |
|                                          | 血型小將ABO                              |                                          |
| 石田和朝倉                               | 女高网球部（第2期）                      |                                          |

## 外部連結
- RealCrazyMan's Blood Types Comic （页面存档备份，存于）（Real Crazy Man繪，Tikin英譯） （英文）
- Blood Types Comic的Facebook專頁
- 動畫官方網站 （页面存档备份，存于） （日語）
- 血液型くん！ （页面存档备份，存于） 在NICONICO頻道上的頁面 （日語）
- TVアニメ『血液型くん!』的X（前Twitter）